# OGFOD2
OGFOD2 (англ. 2-oxoglutarate and iron dependent oxygenase domain containing 2) – білок, який кодується однойменним геном, розташованим у людей на 12-й хромосомі. Довжина поліпептидного ланцюга білка становить 350 амінокислот, а молекулярна маса — 38 996.
| 10         |  | 20         |  | 30         |  | 40         |  | 50         |
| ---------- |  | ---------- |  | ---------- |  | ---------- |  | ---------- |
| MATVGAPRHF |  | CRCACFCTDN |  | LYVARYGLHV |  | RFRGEQQLRR |  | DYGPILRSRG |
| CVSAKDFQQL |  | LAELEQEVER |  | RQRLGQESAA |  | RKALIASSYH |  | PARPEVYDSL |
| QDAALAPEFL |  | AVTEYSVSPD |  | ADLKGLLQRL |  | ETVSEEKRIY |  | RVPVFTAPFC |
| QALLEELEHF |  | EQSDMPKGRP |  | NTMNNYGVLL |  | HELGLDEPLM |  | TPLRERFLQP |
| LMALLYPDCG |  | GGRLDSHRAF |  | VVKYAPGQDL |  | ELGCHYDNAE |  | LTLNVALGKV |
| FTGGALYFGG |  | LFQAPTALTE |  | PLEVEHVVGQ |  | GVLHRGGQLH |  | GARPLGTGER |
| WNLVVWLRAS |  | AVRNSLCPMC |  | CREPDLVDDE |  | GFGDGFTREE |  | PATVDVCALT |
|            |  |            |  |            |  |            |  |            |

A: Аланін

C: Цистеїн

D: Аспарагінова кислота

E: Глутамінова кислота

F: Фенілаланін

G: Гліцин

H: Гістидин

I: Ізолейцин

K: Лізин

L: Лейцин

M: Метіонін

N: Аспарагін

P: Пролін

Q: Глутамін

R: Аргінін

S: Серин

T: Треонін

V: Валін

W: Триптофан

Кодований геном білок за функцією належить до оксидоредуктаз. 
Задіяний у такому біологічному процесі, як альтернативний сплайсинг. 
Білок має сайт для зв'язування з іонами металів, іоном заліза. 